# 電子マネーちょコム
電子マネーちょコム（でんしマネーちょコム）とはNTTコミュニケーションズの100%子会社NTTスマートトレードが提供する、インターネット上で使える電子マネー。
「ちょコム」自体はサービスやサイト全体を表す名称であり、付属サービスの「ちょコムポイント」とも紛らわしいという声が多く、2011年7月4日から、従来の電子マネー「ちょコム」はちょコムeマネーと名称を変更した。また同日、新たに個人間(C2C)送金サービスちょコム送金をスタートした。これらに先立ち同年4月18日には、非会員でも利用できるちょコムクレジット支払いが開始された。これにともない、サービス全体でマルチ決済「ちょコム」と言う名称を用いている。本項ではこれらについても述べる。
なおこれらの変更に伴い、従来の Pちょコムサービスと言う名称は使用されなくなった。

## 概要
電子マネーとしては古参となる。クレジットカードを所持しない人にとっては、オンライン決済で便利な存在であり、この頃始まったいくつかのオンライン決済向けのプリペイド型電子マネーとしては、NTTグループ企業が行っていたことによる安心感も大きな武器であった。しかし、時期尚早であったことや、オンライン決済専用でカード型やおサイフケータイのような物理的な入れ物と結びついておらず実在の店舗では使えないこと、クレジットカードを持てない・持ちたくない人にはより手軽なWebMoneyと競合するなど苦戦続きとなり、電子マネー全体の市場規模から見るとシェアとしては非常に小さい。
ちょコムのサービスは2001年11月1日に提供開始され、幾度かの変遷を経て、2011年7月4日からはちょコムeマネー、ちょコム送金、ちょコムクレジット支払いの三本と、これに付随してちょコムポイントが提供されている。

### ちょコムeマネー
ちょコムeマネーは、ネット上に自分専用の口座「ちょコム貯金箱」を開設（無料）し、金銭価値をちょコムeマネーに変換（チャージ）して使う。チャージ額拡大期間中の現在は、ちょこむ貯金箱のチャージ上限額は30万円となっている。
チャージした金額は、楽天市場やYahoo!ショッピングに出店する一部の取り扱い対応店舗や、＠電子チケットぴあ、ビックカメラ、HMV JAPAN、OnGen USENなど、3,000店以上のネットショッピングで利用できる。また、同社のインターネット事業であるOCNなどの利用料金の支払いにも充てることができる。
また、他社のポイントや電子マネーへの交換も可能である。WAONのWAONポイントや、nanacoのnanacoギフト、SuicaのSuicaポイント、出光キャッシュプリカの出光ネットギフトなどへの交換が可能であり、交換したポイントはそれぞれの電子マネーへ交換して使えるようになる。他にもECサイトであるAmazon.co.jpのAmazonギフト券や、同様の電子マネーであるBitCash STへも交換が可能である。但し、等価交換ではなく手数料分を差し引かれる交換先が一部あることや交換金額（最小ポイント数や口数）がそれぞれ異なることに注意が必要である。なお、以前はグループ企業であるNTTドコモのドコモコインへの交換も可能であった（2008年12月10日をもって受付を終了した）。
ちょコムeマネーのチャージについては、パソコンからクレジットカード決済やインターネット銀行決済にて行うことができる。また、銀行ATMを利用し、預金口座からの振替か現金にて送金する。他にも、コンビニエンスストアから現金にて支払う。
インターネット銀行決済については以下のように詳細が異なる。
- みずほ銀行のネット振込決済サービスによるもの

10,000・20,000・30,000円のいずれかから選択。この場合、プレミア分としてチャージ額10,000円で50円分、20,000円で100円分、30,000円で250円分のプレゼントちょコムが含まれる。（ワープ決済）
- 三菱東京UFJ銀行（旧UFJ銀行）のネット振込(EDI)か、三井住友銀行のウェブ振込によるもの

15,000～50,000円で任意の額。
- ジャパンネット銀行のリンク決済によるもの

7,000～50,000円で任意の額。
- ゆうちょ銀行のWEB連動振替決済サービスによるもの

5,000～50,000円で任意の額。
- 楽天銀行（取り扱い時点ではイーバンク銀行）

イーバンク銀行側の都合により取り扱い中止。
銀行ATMからの送金に関しては、チャージ額拡大期間中の現在は1回あたり1,000～100,000円で任意の額となる。但し、1,000円～6,999円の場合、チャージ手数料100円が必要。また、事前にサイトから申し込みが必要となる。
コンビニエンスストアについては次の店舗で可能。
- ファミリーマート

1,000～300,000円で任意の額。
- ローソン、セイコーマート

1,000～299,999円で任意の額。但し、2,500～11,999円の場合はチャージ手数料100円が必要
- セブンイレブン、

2,500～29,999円で任意の額。但し、2,500～11,999円の場合はチャージ手数料100円が必要
上記のように、チャージに際して、銀行ATMからの支払い、および、ファミリーマートを除くコンビニエンスストアでの支払いの際、チャージ金額によっては手数料が必要である。但し、2008年4月7日から、期限を決めず行われている無料キャンペーン中の現在は、金額にかかわらず無料となっている。
ちょコムeマネーは、チャージ以外にも、他社のポイントプログラム（Netmile、Gポイント）や、同社の電話事業におけるポイントプログラムであるポイントークプログラムからの交換により、直接、ちょコムeマネーに交換することができる。

### ちょコム送金
ちょコム送金は2011年7月4日から新たに始まったサービスである。「メールアドレス宛に送金」、「クレジットカードで送金」、「100円の送金手数料は3円」と言うメリットで、個人(C2C)間の気軽な送金手段として、また個人事業主や各種団体へ新たな送金手段を提供することを狙う。

### ちょコムクレジット支払い
ちょコムクレジット支払いは2011年4月18日から新たに始まったサービスである。非会員でも利用できる（会員でも、ちょコム電子マネーの残高が足りない時などに利用するシーンが想定されている）。プレスリリースでは朝日新聞厚生文化事業団の行う東日本大震災の義捐金送金先として告知。

### ちょコムポイント
ちょコムポイントはちょコムが実施する、電子マネーとは別のポイント制度。これは、ちょコムポイントプレゼントモールというサービスを利用して、提携サイトで会員登録や資料請求、ショッピングをすると貯めることができる。また、ちょコムeマネーと同様、他社ポイントプログラム（ポイントサイトやクレジットカード）からの交換によっても貯めることができる。但し、ちょコムeマネーとは異なり、直接金銭によって買うことはできない。ちょコムポイントはちょコムeマネーへ1:1で交換が可能となっている。